# Dustin O'Halloran
Dustin J. O'Halloran (Phoenix, 8 september 1971) is een Amerikaanse pianist en componist.
O'Halloran werkte samen met Sara Lov in de groep Devics en werkte mee aan de soundtrack van de film Marie Antoinette. Verder componeerde hij de muziek voor de soundtrack van de film An American Affair.
O'Hallorans "Prelude 2" werd gebruikt voor een Audi A5-spot, zijn "Opus 36" was te horen in de BBC-productie Top Gear tijdens de Vietnam Special. O'Hallorans "Opus 12" werd gebruikt voor een spotje voor Britawater in het voorjaar van 2010.
In november 2010 tekende O'Halloran bij Fat Cat Records.

## Discografie

### Soloalbums
- 2004: Piano Solos
- 2006: Piano Solos Vol. 2
- 2010: Vorleben
- 2011: Lumiere

### Albums met Devics
- 1998: If You Forget Me
- 2001: My Beautiful Sinking Ship
- 2003: The Stars at St. Andrea
- 2006: Push the Heart

### Albums met A Winged Victory for the Sullen
- 2011: A Winged Victory for the Sullen
- 2014: Atomos
- 2019: The Undivided Five
- 2021: So That The City Can Begin To Exist

### Soundtracks
- 2007: The Beautiful Ordinary
- 2009: An American Affair
- 2011: Like Crazy
- 2012: The Beauty Inside
- 2012: Now Is Good
- 2013: Breathe In
- 2014: Posthumous (met Brian Crosby)
- 2014-2019: Transparent (televisieserie)
- 2015: Umrika
- 2015: Equals (met Sascha Ring)
- 2016: Lion (met Volker Bertelmann)
- 2016: Iris (met Adam Wiltzie)
- 2017: God's Own Country (met Adam Wiltzie)
- 2017: The Current War (met Volker Bertelmann)
- 2018: Save Me (televisieserie, met Bryan Senti)
- 2018: Puzzle
- 2018: The Hate U Give
- 2019: The Art of Racing in the Rain (met Volker Bertelmann)
- 2019: A Christmas Carol (miniserie, met Volker Bertelmann)
- 2025: Eleanor the Great

## Prijzen en nominaties

### Academy Awards
| Jaar | Titel | Categorie        | Uitslag     |
| ---- | ----- | ---------------- | ----------- |
| 2017 | Lion  | Beste filmmuziek | Genomineerd |

### BAFTA Awards
| Jaar | Titel | Categorie        | Uitslag     |
| ---- | ----- | ---------------- | ----------- |
| 2017 | Lion  | Beste filmmuziek | Genomineerd |

### Emmy Awards
| Jaar | Titel       | Categorie         | Uitslag  |
| ---- | ----------- | ----------------- | -------- |
| 2015 | Transparent | Beste intromuziek | Gewonnen |

### Golden Globe Awards
| Jaar | Titel | Categorie        | Uitslag     |
| ---- | ----- | ---------------- | ----------- |
| 2017 | Lion  | Beste filmmuziek | Genomineerd |

- Biblioteca Nacional de España: XX4912827
- Bibliothèque nationale de France: cb15511790w (data)
- CiNii: DA1899731X
- Gemeinsame Normdatei: 1061901297
- International Standard Name Identifier: 0000 0000 7729 5813
- Library of Congress Control Number: no2012018876
- MusicBrainz: 40c9866d-ae1b-4445-9542-bcc4d5ab9d9e
- Nationale Bibliotheek van Tsjechië: xx0166876
- Nederlandse Thesaurus van Auteursnamen: 355576872
- Système universitaire de documentation: 193253518
- Virtual International Authority File: 2775616
- WorldCat: E39PBJbtrpgPyjM4F6mkFmTGpP